# Bekendelseskirken
Bekendelseskirken (BK) var en oppositionsbevægelse af evangeliske kristne mod forsøget på Gleichschaltung, 'ensretning', af lære og organisation inden for Deutsche Evangelische Kirche (DEK) under nationalsocialismen Tyskland. Sådanne forsøg blev til 1934 gjort af grupperingen Deutsche Christen, derefter af indsatte kirkeudvalg og delvis af direkte indsatte statskommissærer, som afsatte kirkerepræsentanterne.
Bevægelsen blev stiftet, da Barmenerklæringen blev vedtaget i byen Wuppertal i 1934. Martin Niemöller, Dietrich Bonhoeffer og Karl Barth var fremtrædende fortalere. 
Bekendelseskirken reagerede med afgrænsning af lære, organisation og uddannelse, senere også med politiske protester. Den hævdede siden grundlæggelsen maj 1934 at være den eneste retmæssige kirke, og fik med en "kirkelig nødret" fra oktober 1934 egne ledelses- og forvaltningsstrukturer. I mange landskirker (ty. Landeskirchen) beholdt præsterne dog deres officielle embeder i DEK. En samlet opposition mod det nazistiske regime udgjorde Bekendelseskirken ikke.

## Overblik
Udgangspunktet for dannelsen af en indrekirkelig opposition mod tysk-kristelige og statslige ensretningsbestræbelser var naziregimets kirkepolitik, som fulgte totalitetsbestræbelserne i den nationalsocialistiske ideologi. Derved forfulgte NSDAP siden dets grundlæggelse en dobbeltstrategi: deres program erklærede – for at imødekomme de kristne – på den ene side "positiv kristendom" for at være en folkereligion for alle tyskere, på den anden side skulle den indordnes under racisme og nationalisme. Derved stræbte dele af NSDAP langsigtet efter en opløsning af kristendommen og dens erstatning med nypaganisme, nyhedenskab.
Den bekendende kirke opstod da regimet efter "Machtergreifung", magtovertagelsen, tiltog sig direkte indflydelse på kirkens indre anliggender. Disse overgreb fra statens side forløb i tre tydeligt forskellige faser:
- Rigskansler Adolf Hitlers begunstigelse af grupperingen Deutsche Christen ved de påtvungne kirkevalg juni 1933 så deres overtal kunne udnyttes til 'selvensretning' (Selbstgleichschaltung) inden for landskirkerne.

- Dannelsen af statsligt indsatte "kirkeudvalg", Kirchenausschüsse, der efter den mislykkede indsats af Deutsche Christen skulle sikre at den nu spaltede evangeliske kirke kom under statslig kontrol (1935-1937).

- Direkte undertrykkelse fra 1937 (uddannelsesforbud, fængsling af ledende medlemmer, indkaldelse af deres præster til værnepligt, kontrol af lønudbetalinger til BK-præster, publikationsforbud) og på udvalgte områder fratagelse af magt (sammenslutningsloven i Warthegau med det mål at forringe den kirkelige indflydelse på samfundet[1])

Grundlæggelsen af Bekendelseskirken skete i lyset af denne statslige kirkepolitik : 
- Med afgrænsning af lære fra al politisk ideologi og den statslige fordring på totalitet (Barmenerklæringen, maj 1934)

- Med egen organisation der afslog ethvert samarbejde med statslige kontrolorganer (2. bekendelsessynode fra Dahlem, oktober 1934[2])

- Med direkte indlæg og protester mod statslig politik gennem forskellige organer og førende repræsentanter for BK – ikke kun om kirkelige forhold.

Imidlertid udeblev konsekvensen af de protester og fælles modstand mod naziregimet, der måtte resultere af sammenstødet mellem den kirkelige trosbekendelse og den totalitære NS-statsideologi. Det blev forhindret af indrekonfessionelle modsætninger og en taktisk holdning hos de hidtidige lutherske landsbiskopper, Landesbischöfe.

## Historie
Som reaktion på overtagelsen af den statslige arierparagraf, ifølge hvilken ikke-døbte jøder som "ikke-ariere" skulle udelukkes af den evangeliske kirke, grundlagde nogle præster fra Berlin, herunder Martin Niemöller og Dietrich Bonhoeffer september 1933 "præsternes nødforbund", Pfarrernotbund, som erklærede at den kirkelige arierparagraf var uforenelig med den kristne trosbekendelse, og de organiserede hjælp til de ramte.
Det blev sammen med andre grupperinger som "Den ungreformatoriske bevægelse" (ty. Jungreformatorische Bewegung) en forløber for Bekendelseskirken, som dannedes ved den første bekendelsessynode 29. til 31. maj 1934 i Wuppertal-Barmen der resulterede i Barmenerklæringen som det teologiske fundament. Erklæringen stillede Jesus Kristus som kirkens eneste trosgrund imod fremmede kriterier og instanser og afviste dermed også statens totalitetsfordring og anvendelsen af evangeliet til uvedkommende politiske formål. Denne debat om den sande tro inden for kirken og om dens forhold til statspolitik i Det tredje rige betegnes ofte som "kirkekamp".
Efter denne synode dannedes der flere såkaldte bekendelsesmenigheder. De afviste den officielle kirkeledelse og vendte sig dermed også mod den nationalsocialistiske stat, hvis fordring på at være "... den eneste og fuldstændige ordning af det menneskelige liv og altså også at opfylde kirkens bestemmelse" blev afvist med henvisning til tese 5 i Barmenerklæringen. Denne modstand var dog ikke først og fremmest politisk begrundet, men rettede sig mod kirkeledelsen der var domineret af Deutsche Christen.
På den anden rigsbekendelsessynode 19. og 20. oktober 1934 i Berlin-Dahlem udfærdigede synoden "den kirkelige nødret fra Dahlem", Kirchliches Notrecht von Dahlem, og dannede en midlertidig kirkeledelse, "rigsbroderrådet" (Reichsbruderrat), der ikke længere anerkendte den officielle kirkeledelse og forblev virksom til februar 1936. Den teologiske retfærdiggørelse heraf var nogenlunde ensartet for de reformerte hhv. unierede kriste på den ene side og de lutherske på den anden, dog ikke dækkende i alle detaljer. 
For lutheranerne drejede det sig om den bekendelsessituation (status confessionis) der indfinder sig når kirkens ledende folk fjerner sig fra den lutherske bekendelse – som fastlagt i Den augsburgske bekendelse (Confessio Augustana).
Det anså synodens lutherske delegerede for opfyldt i og med teologien hos Deutsche Christen vedrørende "skabelsesordninger" til hvilken der for dem hørte folklore (ty. Volkstum), race og stat.
De oppostionelle præsters krav blev forkyndt ud over riget på såkaldte "bekendelsesdage", Bekenntnistagen. Alene i Frankfurt am Main tog omkring 12.000 personen del i den bekendelsesdag hvor det i oktober 1934 dannede "landsbroderråd", Landesbruderrat, fremlagde kravet om at være den retmæssige ledelse af kirken i Nassau-Hessen. 140 præster fra landskirken frasagde sig lydighed over for deres nationalsocialistiske biskop. I slutningen af september 1934 havde omkring 360 af 800 gejstlige sluttet sig til Bekendelseskirken i Nassau-Hessen.
Inden for den evangeliske kirke var der menigheder og præster der hørte til Bekendelsekirken, og der fandt afspaltninger sted fra dele af menighederne hvor præsten og dele af menigheden havde vendt sig til Deutsche Christen, andre dele fungerede med praktikanter (vikarer og hjælpeprædikanter), dog illegalt og ved siden af de kirkelige strukturer, og hvor prædikanterne var ubetalte eller hvor udgifterne var afholdt ved indsamlinger; gudstjenestelokaliteterne kunne være nødkirker i gæstgiverier og, da det blev forbudt, i fabrikshaller og hangarer. Den evangeliske kirke har kun delvis legaliseret disse tjenesteforhold efter krigen: Tjenestetiden blev medregnet, men der fandt ingen efterbetaling sted.
Ved slutningen af 1935 omdelte Elisabeth Schmitz sit skrift Zur Lage der deutschen Nichtarier ('Om situationen for tyske ikke-ariere') om den daglige forfølgelse af jøder i NS-staten til 200 medlemmer af Bekendelseskirken, herunder til Karl Barth, Dietrich Bonhoeffer og Helmut Gollwitzer. Hun appellerede – af sikkerhedsgrunde anonymt – uden held til de ansvarlige kræfter i Bekendelseskirken, om at yde hjælp til de forfulgte.
Fra 18. til 22. februar 1936 fandt den næste bekendelsessynode sted i Bad Oeynhausen hvor den anden foreløbige kirkeledelse blev valgt. I mellemtiden havde Bekendelseskirken delt sig i to fløje: den moderate fløj der talte for samarbejde med den i september 1935 udnævnte nye "rigsminister for kirkelige anliggender", Hanns Kerrl, i det nye rigskirkeudvalg, og den anden fløj der afviste et sådant samarbejde. Et promemoria fra Bekendelseskirken til Hitler i maj 1936 – som gik langt ud over kirkepolitiske spørgsmål og som for eksempel fordømte koncentrationslejre – førte til omfattende fængslinger og forfølgelse af gejstlige.
Efter den indledende succes blev Bekendelseskirken i stigende grad forfulgt fra 1937, men fastholdt dog egen organisation, og gjorde med Büro Grüber fra 1938 også en indsats for de forfulgte jøder. Dog udgjorde de – ifølge selvfremstillingen efter 1945 hos nogle af deres egne medlemmer – ikke en egentlig opposition til nationalsocialismen. Alligevel blev Bekendelseskirken anerkendt som "aktiv antifascistisk modstandsorganisation" af Det allierede kontrolråd.

## Efter 1945
Ledende medlemmer af Bekendelseskirken gik i oktober 1945 ind for at den tyske evangeliske kirke skulle vedkende sig et medansvar for nazismens voldsregime, og det skete med afgivelsen af en skyldserklæring: Stuttgarter Schuldbekenntnis (også: Schulderklärung der evangelischen Christenheit Deutschlands)..
Ved afløsningen af DEK med Evangelische Kirche in Deutschland (EKD) fra 1945 spillede enkelte medlemmer af Bekendelsekirken en understøttende rolle. Deres grundmanifest, Barmenerklæringen blev optaget i flere evangeliske landskirker. 
Det synodale demokrati under kirkekampen satte sig dog kun begrænset igennem i kirkeforfatningen. 
1949 udgav EKD som efterfølger til Bekendelseskirkens "brødreråd" (Bruderrat) en "martyrbog" som opregnede BK-medlemmer der blev myrdet eller omkom i KZ-lejre.